# اس‌تی‌اس-۸۶
اس‌تی‌اس-۸۶ (انگلیسی: STS-86) یکی از ماموریت‌های برنامه شاتل‌های فضایی بود که در تاریخ ۲۶ سپتامبر ۱۹۹۷ از پایگاه فضایی کندی به مقصد ایستگاه فضایی میر پرتاب شد. این ماموریت توسط شاتل آتلانتیس انجام گرفت و بخشی از برنامه شاتل–میر بود.